# Slag bij Omosu
De Slag bij Omosu vond plaats in 1580 en was een van de vele campagnes van de Takeda-clan tegen de Hojo-clan tijdens de Japanse Sengoku-periode. Het is een van de weinige zeeslagen in het premoderne Japan.
De slag vond plaats voor de kust van de provincie Izu, tussen de vloten van Hojo Ujimasa, hoofd van de Hojo-clan, en die van Takeda Katsuyori, hoofd van de Takeda-clan. Terwijl de vloten slag leverden, trokken ook de landlegers van beide families tegen elkaar op. Uiteindelijk wonnen de Hojo.